# Nowa Południowa Walia
Nowa Południowa Walia (ang. New South Wales, NSW) – najstarszy i najbardziej zaludniony stan Australii. Leży w południowo-wschodniej części kraju. Na północy graniczy ze stanem Queensland, od zachodu z Australią Południową, a od południa ze stanem Wiktoria. Ponadto sąsiaduje z Australijskim Terytorium Stołecznym, które jest enklawą wewnątrz Nowej Południowej Walii, oraz z Terytorium Jervis Bay, będącym półenklawą. Stolicą stanu i jego największym miastem jest Sydney.

## Historia
Odkrycia Nowej Południowej Walii dokonał kapitan James Cook w czasie swej wyprawy wzdłuż wschodnich wybrzeży Australii w roku 1770. W dzienniku, który prowadził w czasie badań wybrzeża, najpierw nazwał ten obszar „Nową Walią”, ale później zapis ten skorygował.
Pierwsza osada brytyjska została założona przez tzw. Pierwszą Flotę pod dowództwem admirała Arthura Phillipa, który pełnił rolę gubernatora zasiedlonego obszaru od przybycia w roku 1788 do 1792. W latach tych Nowa Południowa Walia była wyłącznie kolonią karną dla zsyłanych tu z Wielkiej Brytanii przestępców. W tym okresie jej terytorium obejmowało: Australię na wschód od 135°E, Nową Zelandię i Ziemię Van Diemena, a łączna powierzchnia wynosiła 1 584 998 mil kwadratowych (4 105 126 km²).
Po latach przepełnionych chaosem, anarchią oraz tzw. rebelią rumową, co doprowadziło do obalenia gubernatora Williama Bligha, przysłany został w roku 1809 z Wielkiej Brytanii nowy gubernator, podpułkownik (później generał) Lachlan Macquarie, którego zadaniem było zreformowanie i unowocześnienie osadnictwa. Macquarie ogłaszał przetargi na budowę dróg, przystani, kościołów i budowli publicznych, wysyłał ekspedycje badawcze w głąb kontynentu i zatrudniał planistów, którzy wytyczali przyszłe ulice Sydney. Spuścizna Macquariego jest widoczna do dziś.
W ciągu XIX wieku następowało powolne separowanie od siebie poszczególnych kolonii brytyjskich. W roku 1825 oddzieliła się Tasmania (proklamowana wówczas jako Ziemia Van Diemena), Australia Południowa (1836), Nowa Zelandia (1841), Wiktoria (1851) i Queensland (1859). Nowa Południowa Walia otrzymała w roku 1855 swój własny rząd.
Pod koniec XIX wieku zaktywizował się ruch na rzecz federalizacji kolonii australijskich. Wiele czasu zajmowały debaty przywódców poszczególnych kolonii. Propozycja, by Nowa Południowa Walia stała się stanem handlu wolnego od ceł, napotykała na sprzeciw ze strony innych kolonii, zwłaszcza Wiktorii, gdzie hołdowano idei protekcjonizmu w gospodarce. W tamtych czasach komory celne na granicznej rzece Murray były zjawiskiem powszednim, a podróż z Nowej Południowej Walii do Wiktorii niewiele różniła się od dzisiejszej podróży z Australii do Nowej Zelandii.
Zwolennikami federacji byli premier NSW Henry Parkes, które przemówienie w roku 1889 w Tenterfield miało kluczowe znaczenie w tej kwestii, a także Edmund Barton, późniejszy pierwszy premier australijski. Zjazd w Corowa w roku 1893 przyjął pierwszy projekt konstytucji.
W 1898 przeprowadzono w sprawie federacji referendum w późniejszych stanach: Nowej Południowej Walii, Wiktorii, Australii Południowej i Tasmanii. Wszędzie wyborcy opowiedzieli się „za”, ale rząd Nowej Południowej Walii z premierem George’em Reidem (znanym powszechnie jako „tak–nie Reid” ze względu na częste zmiany opinii) uznał, że potrzebna jest bardziej znacząca przewaga głosów i odrzucił wynik.
W roku następnym powtórzono referendum w tych samych stanach oraz w Queenslandzie (Australia Zachodnia udziału nie brała). Wszędzie odnotowano znaczny wzrost głosów na „tak”. Należało również odpowiedzieć na pytanie, gdzie ma znajdować się stolica zfederalizowanej kolonii. Nowa Południowa Walia poszła na kompromis i zgodziła się, że stolica winna znaleźć się na jej terytorium, ale nie bliżej niż 100 mil (161 km) od Sydney. W końcu ustalono, że stolicą Australii zostanie niewielkie wówczas miasteczko Canberra.

## Ustrój polityczny
Nowa Południowa Walia jest jednym z sześciu stanów wchodzących w skład Związku Australijskiego. Posiada kompetencje we wszystkich dziedzinach, których konstytucja federalna nie zastrzega dla Związku. Stan ma też własną konstytucję, pochodzącą jeszcze z czasów, gdy był odrębną kolonią brytyjską.
Władzę ustawodawczą na szczeblu stanowym sprawuje dwuizbowy parlament stanowy, złożony ze Zgromadzenia Ustawodawczego (wybieranego z zastosowaniem ordynacji preferencyjnej) i Rady Ustawodawczej, gdzie przy wyborach stosuje się ordynację proporcjonalną. Na czele władzy wykonawczej formalnie stoi gubernator, będący osobistym przedstawicielem królowej Australii. Faktycznie kieruje nią premier stanu, którym zostaje przywódca partii lub koalicji posiadającej większość w izbie niższej parlamentu.

## Demografia[2]
Według spisu powszechnego z roku 2006, Nowa Południowa Walia liczy 6,55 mln mieszkańców, z czego 49,3% to mężczyźni. Ludność aborygeńska stanowi 2,1% populacji. Średni wiek mieszkańca wynosi 37 lat. Australijskie obywatelstwo posiada 85,8% mieszkańców stanu. W Australii urodziło się 69% jego ludności. Główne kraje pochodzenia przybyszy to Wielka Brytania (3,3% ludności stanu), Chińska Republika Ludowa (1,7%), Nowa Zelandia (1,6%), Wietnam (1%) i Filipiny (0,9%). 74% mieszkańców deklaruje, że mówi w domu wyłącznie po angielsku. Najszerzej używane języki mniejszości to język arabski (jego używanie w domu deklaruje 2,5% ludności stanu), język kantoński (2%), język mandaryński (1,5%), język włoski (1,3%) i język grecki (1,3%).

## Religia
Dane z 2016 roku na 7,48 mln mieszkańców:
- chrześcijanie – 55,2%:
  - katolicy – 24,1%,
  - anglikanie – 15,5%,
  - Kościół Zjednoczony w Australii – 2,9%,
  - prezbiterianie – 2,4%,
  - greccy prawosławni – 1,7%,
  - baptyści – 1,3%,
  - zielonoświątkowcy – 1,0%,
- brak przynależności religijnej – 25,1%,
- niezidentyfikowani – 9,2%,
- muzułmanie – 3,6%,
- buddyści – 2,8%,
- hinduiści – 2,4%,
- żydzi – 0,5%,
- inne religie – 0,5% (w tym sikhowie).

## Edukacja

### Podstawowa i ponadpodstawowa
System edukacji szkolnej w Nowej Południowej Walii składa się z trzech szczebli. Najniższy stanowią przedszkola, gdzie uczęszczają dzieci w wieku do lat 6. Następnie trafiają na sześć lat do szkoły podstawowej, a później na kolejnych sześć do szkoły średniej. Uczeń ma prawo zaprzestać nauki, gdy ukończy 15 lat – wcześniej obejmuje go obowiązek szkolny.
Zanim uzyska wykształcenie średnie, uczeń zdaje dwa egzaminy zewnętrzne. Pierwszy przeprowadzany jest na koniec dziesiątej klasy (a więc czwartej klasy szkoły średniej) i nosi nazwę certyfikatu szkolnego (School Certificate). Składa się z egzaminów z pięciu przedmiotów. Uczniowie są na tym egzaminie oceniani w skali 1-6, przy czym żadna ocena nie oznacza niezdania egzaminu. Odpowiednikiem matury jest w Nowej Południowej Walii tzw. wyższy certyfikat szkolny (Higher School Certificate, HSC). Wynik tego egzaminu stanowi główne kryterium przyjęć kandydatów na uczelnie wyższe.

### Wyższa
Na terenie stanu ma siedzibę 11 uczelni o statusie uniwersytetu, w tym najstarsza tego typu instytucja w Australii – University of Sydney. Głównym ośrodkiem akademickim jest Sydney, oprócz niego rolę taką pełnią także m.in. Newcastle i Wollongong.

## Geografia
Stan położony jest w części wschodniej kontynentu australijskiego. Od północy graniczy ze stanem Queensland, od południa z Wiktorią, od zachodu z Australią Południową, natomiast wschodnią granicę stanowi linia brzegowa Morza Tasmana. Ponadto na terenie stanu są dwie enklawy federalne: Australijskie Terytorium Stołeczne oraz Terytorium Jervis Bay.

### Geografia fizyczna i klimat
Nowa Południowa Walia dzieli się na cztery główne regiony geograficzne i klimatyczne, rozłożone południkowo. Większość ludności koncentruje się na wybrzeżu, gdzie panuje klimat od umiarkowanego morskiego przy granicy ze stanem Wiktoria do subtropikalnego przy granicy ze stanem Queensland. Dalej na zachód usytuowany jest obszar Wielkich Gór Wododziałowych i ich pogórza. Najwyższe partie tego pasma (Alpy Australijskie) są jedynym miejscem w Australii, gdzie okresowo występuje pokrywa śnieżna. Kolejny region to słabiej zaludnione obszary rolnicze o nieco bardziej kontynentalnym klimacie (np. okolice miasta Wagga Wagga). Najdalej na zachód wysunięte są półpustynne i pustynne pustkowia, gdzie koncentruje się górnictwo (jego najważniejszym ośrodkiem jest Broken Hill).
Podobnie jak w całej Australii, najcieplejszymi miesiącami roku są styczeń i luty, a najzimniejszymi czerwiec i lipiec. W Sydney średnia temperatura stycznia waha się między 18 a 26 stopni Celsjusza, z kolei dla lipca jest to przedział od 8 do 16 stopni.

### Główne miasta
Zdecydowanie największym miastem stanu jest jego stolica, Sydney, licząca 4,12 mln mieszkańców (2006) i będąca zarazem największym miastem Australii. Należy pamiętać, iż Sydney jest jednym miastem w sensie statystycznym i funkcjonalnym, jednak administracyjnie stanowi aglomerację 38 niezależnych samorządów lokalnych, z których znaczna część posiada odrębne prawa miejskie. Ludność 3 innych miast przekracza granicę 200 tys. mieszkańców: Central Coast (306,03 tys. – dane szacunkowe z 2010), Newcastle (295,58 tys.) i Wollongong (237,92 tys.). Ludność pozostałych miast jest już mniej liczna – nie przekracza 80 tys. mieszkańców:
- Albury-Wodonga – 76,80 tys.
- Maitland – 67,80 tys.
- Tweed Heads – 60,46 tys.
- Wagga Wagga – 47,78 tys.
- Port Macquarie – 40,61 tys.
- Queanbeyan – 37,56 tys.
- Tamworth – 34,04 tys.
- Orange – 31,28 tys.
- Bathurst – 30,49 tys.
- Dubbo – 30,32 tys.
- Shoalhaven – 28,06 tys.
- Lismore – 26,77 tys.
- Coffs Harbour – 26,23 tys.
- Richmond-Windsor – 24,93 tys.
- Goulburn – 19,54 tys.
- Katoomba-Wentworth Falls – 19,42 tys.
- Armidale – 18,94 tys.
- Forster-Tuncurry – 18,83 tys.
- Cessnock-Bellbird – 18,59 tys.
- Broken Hill – 18,00 tys.
- Grafton – 17,59 tys.
- Griffith – 16,53 tys.
- Ballina – 16,30 tys.
- Taree – 16,26 tys.
- Sawtell – 15,95 tys.

### Podział administracyjny
Nowa Południowa Walia dzieli się na 152 obszary samorządu lokalnego (local government areas, LGAs), z czego 38 zaliczanych jest do aglomeracji Sydney. Prawo stanowe przewiduje tylko jeden szczebel samorządu. Jednostki samorządu używają różnych nazw (city – miasto, region lub regional council – region, shire – hrabstwo, municipality – gmina, council – rada), jednak mają one znaczenie głównie symboliczne i nie wpływają w żaden sposób na kompetencje tych jednostek, które są identyczne dla wszystkich. Władze ustawodawcze w samorządach stanowią rady wybierane w większości z zastosowaniem ordynacji proporcjonalnej. Szefowie lokalnych władz wykonawczych mogą pochodzić z wyborów bezpośrednich lub być wybierani przez radnych z własnego grona. Najsłabiej zaludniona, zachodnia część stanu w ogóle nie posiada samorządu lokalnego i jest zarządzana bezpośrednio przez władze stanowe.

## Sport
Najpopularniejszym sportem jest w Nowej Południowej Walii rugby. Na terenie stanu ma swoją siedzibę 10 z 16 zespołów rywalizujących w National Rugby League, najwyższej klasie rozgrywkowej w tej dyscyplinie. W sezonie letnim – gdy rugbyści mają wakacje – najwięcej kibiców przyciąga krykiet. Mniejszą popularnością cieszy się futbol australijski (tradycyjnie najważniejsza dyscyplina w sąsiednim stanie Wiktoria), gdzie stan ma tylko jednego reprezentanta w najwyższej lidze. Coraz większą popularność zdobywa piłka nożna – w Nowej Południowej Walii swe mecze rozgrywają trzy zespoły z A-League.
Poza grami zespołowymi, najpopularniejsze dyscypliny to jeździectwo (w różnych odmianach, w znacznej mierze specyficznie australijskich), żeglarstwo i sporty motorowe. Szczególną pozycję w całym australijskim społeczeństwie zajmuje pływanie, będące nie tylko popularnym sportem wyczynowym, ale też dyscypliną masowo uprawianą amatorsko.